# Kolbia
Kolbia är ett släkte av insekter som beskrevs av Philipp Bertkau 1882. 
Kolbia ingår i familjen tjockkantsstövsländor. Släktet innehåller bara arten Kolbia quisquiliarum. Kolbia är enda släktet i familjen Amphipsocidae.